# Metagenes (dichter)
Metagenes (Oudgrieks: Μεταγένης / Metagénēs) was een dichter van de oude Attische komedie, ten tijde van Aristophanes, Phrynichus en Plato.
Hij behaalde tweemaal de overwinning in de Lenaea. Enkele titels van zijn stukken zijn nog bekend: Αὖραι <ἢ> Μαμμάκυθος, Θουριοπέρσαι, Φιλοθύτης, Ὅμηρος ἢ Ἀσκηταί. Een aantal fragmenten van zijn stukken zijn ons overgeleverd, in het bijzonder in de Deipnosophistae van Athenaeus van Naucratis. Zo weten we bijvoorbeeld dat hij zich in zijn Thuriopersai (Θουριοπέρσαι) vrolijk maakte over het luilekkerleven van de inwoners van Thurioi.

## Editie
- I.C. Storey (ed. trad), Fragments of Old Comedy, Volume II: Diopeithes to Pherecrates, Cambridge, 2011, pp. 356-367.

## Referentie
- art. Metagenes (1), in F. Lübker - trad. ed. J.D. Van Hoëvell, Classisch Woordenboek van Kunsten en Wetenschappen, Rotterdam, 1857, p. 606.